# Zомби каникулы
«Zомби каникулы» — российский фильм 2013 года режиссёра Кирилла Кемница. Премьера в России состоялась 15 августа 2013 года. Фильм вышел в формате 3D.

## Сюжет
Фильм начинается с кадров, где некий подвыпивший мужчина пытается завести свою старую «Волгу». Внезапно на машину падает некая капсула, прилетевшая из космоса. Машина своим корпусом амортизирует удар, и капсула остается целой. Мужчина, который оказывается профессором Дудиковым, приносит капсулу в свой НИИ и проводит с ней опыты. В капсуле оказывается штамм некого инопланетного вируса, который с огромной скоростью атакует другие клетки, превращая их в себе подобные.
Тем временем, обычного неудачника Ивана выгоняют с работы, и он в компании своего лучшего друга Саши едет на пляжную вечеринку в надежде встретить там свою девушку Наташу. В это же время профессора Дудикова тоже увольняют с работы, и в процессе ссоры между ним и охранником, пришедшим опечатывать его кабинет, капсула с вирусом случайно разбивается. Охранник вдыхает штамм и превращается в зомби, Дудикову удается убежать. Охранник Пётр, сидящий на выходе замечает толпу зомби, прорывающихся к выходу из здания. Он пытается уничтожить их стрельбой из пистолета Макарова, но ходячих мертвецов оказывается слишком много, и они прорываются, Пётр спасается бегством. Ходячие мертвецы врываются в расположенный неподалеку клуб японских единоборств и превращают всех борцов в подобных себе мертвецов. Тем временем Саша, Иван и их товарищи, включая Наташу, веселятся на празднике. Саша страдает от приступов панического страха. Отдыхающие не сразу замечают пришедших на пляж зомби. А когда замечают, оказывается поздно: начинается настоящий зомби-апокалипсис. Иван, Наташа и несколько выживших оказываются на крыше микроавтобуса, Саша встречает Петра, который дает ему пистолет Стечкина, а сам расстреливает зомби из автомата Калашникова. Они спасают остальных и вместе добираются до гостиницы.
В гостинице группе выживших удается найти оружие и наркотики, оставшиеся от бандитов. Иван понимает, что зомби нападают лишь на тех, кто испытывает к ним страх. Немного позднее, Костя и Вадим решают бежать с деньгами и наркотиками на квадроцикле, однако на них нападают полчища живых мертвецов. Беглецы пытаются отстреливаться от зомби, но тех оказывается слишком много. Вадим и Светлана погибают, а Костя успевает добежать до остальных выживших и спастись. Оставшиеся в живых укрываются на крыше высотного здания. Через несколько дней они вынуждены спуститься. Потом группа добирается до здания бассейна, внутри которого они встречают толпу зомби-пловчих и инфицированного, но ещё живого профессора Дудикова. Профессор умирает, успев сказать своим спасителям, что он разработал вакцину от этого вируса. Наташа оказывается инфицированной, а позже она была убита Сашей. После чего герои направляются к машине Дудикова на бензоколонке за городом, где и находят кейс со шприцами с антивирусом. Шприцев оказывается лишь четыре. В процессе размышления, кому не суждено принять вакцину, Петра кусает неожиданно выпрыгнувший из багажника машины зомби и он стреляет себе в голову, едва замечает, что начинает превращаться в зомби.
В живых остаются лишь Иван, Саша, Наташа и Костя. Иван остается на крыше бензоколонки, а его товарищи идут через поле, предварительно приняв вакцину, которую дал им Иван. Зомби настигают их, но те не испытывают к ним страха, и мертвецы их не трогают. Иван отчаянно сражается с полчищами зомби, используя импровизированный огнемёт, сделанный из заправочного пистолета, взрывчатку и различное огнестрельное оружие. Мертвецов оказывается слишком много, но в это время прилетает боевой вертолёт и уничтожает всех зомби ударами нескольких ракет, тем самым спасая успевшему спрыгнуть с крыши Ивану жизнь. Встретившиеся посреди опустевшего поля друзья празднуют победу, но в это время на землю падает множество абсолютно идентичных первой капсул, одна из которых падает точно на Костю и убивает его, а другая сбивает вертолёт — как выяснилось чуть позднее, инопланетяне лишь проверяли работоспособность вируса путём сброса первой капсулы, и ныне доработали его: теперь отсутствие чувства страха не спасает от зомби. Зомби-апокалипсис охватывает всю планету.
Прошли годы. Выжившие и ставшие опытными бойцами Иван, Саша и Наташа добираются до Москвы, где надеются найти выживших, однако встречают исключительно полчища зомби. В одном из уличных боёв у них заканчиваются патроны и их окружает толпа зомби. Но внезапно их спасают приехавшие на джипе и расстрелявшие толпу мертвецов Владимир Путин и Джордж Буш (младший), на чём фильм и заканчивается под звуки государственного гимна Российской Федерации.

## В ролях
| Актёр              | Роль                               |
| ------------------ | ---------------------------------- |
| Юля Волкова        | Наташа                             |
| Михаил Ефремов     | Дудиков                            |
| Антон Зиновьев     | Иван (озвучивает Прохор Чеховской) |
| Валерий Зеленский  | Саня                               |
| Александр Левенчук | Петр                               |
| Александр Ефремов  | Костя                              |
| Дарья Торчилина    | Виктория                           |

## Отзывы
Фильм получил отрицательные отзывы кинокритиков. Средняя оценка русских изданий составляет 43 балла из 100. Сборы фильма в России составили 0,75 млн долларов.
На Кинопоиске рейтинг фильма составляет 1,5 балла из 10 на основе 14309 голосов.
23 сентября 2013 года популярный видеоблогер и кинокритик BadComedian опубликовал на YouTube обзор на фильм, высказавшись о нём крайне негативно.